# Jean Piot
Jean Piot (San Quintino, 10 maggio 1890 – 15 dicembre 1961) è stato uno schermidore francese, vincitore di due medaglie d'oro nella scherma ai giochi olimpici.
Era lo zio di Maurice Piot.